# Путифигари
Путифига̀ри (на италиански: Putifigari; на сардински: Potuvigàri, Потувигари) е село и община в Южна Италия, провинция Сасари, автономен регион и остров Сардиния. Разположено е на 267 m надморска височина. Населението на общината е 753 души (към 2010 г.).